# Thomas Bain
Pour les articles homonymes, voir Bain.
Thomas Bain (Denny (Écosse), 14 décembre 1834 – 18 janvier 1915) est un homme politique canadien. Il a été Président de la Chambre des communes du Canada entre 1899 et 1901.

## Archives
Il y a un fonds Thomas Bain à Bibliothèque et Archives Canada. La référence archivistique est R11196.